# .ve
.ve e интернет домейн от първо ниво за Венецуела. Администрира се от Национална комисия по телекомуникациите (Comisión Nacional de Telecomunicaciones). Представен е през 1991 година.

## Домейни от трето ниво
- .com.ve
- .edu.ve
- .gob.ve
- .mil.ve
- .net.ve
- .org.ve
- .info.ve
- .co.ve
- .web.ve